# Taphrina padi
Taphrina padi (лат.) — вид грибов рода тафрина (Taphrina) отдела аскомицеты (Ascomycota), паразит растений из рода Слива (Prunus) — черёмухи обыкновенной и близких видов. Вызывает «кармашки» плодов.

## Описание
Поражённые плоды увеличиваются в размерах до 2—3 см, приобретают коническую или цилиндрическую форму, часто заострённую и загнутую на конце. Ткани перикарпа и цветоложа значительно преобразуются. Поражение листьев и побегов наблюдается редко.
Мицелий межклеточный, зимует в тканях ветвей.
Сумчатый слой («гимений») имеет вид беловатого налёта на поражённых плодах.
Аски размерами 50—60×25—52 мкм, цилиндрические, реже булавовидные, с округлой верхушкой. Базальные клетки (см. в статье Тафрина) цилиндрические, с сужением в нижней части, размерами 10—22×8—12 мкм.
Аскоспоры шаровидные, диаметром 4—5 мкм, почкуются в асках.

## Распространение и хозяева
Поражает черёмуху обыкновенную (Prunus padus) (в Европе и Западной Сибири), а также черёмуху азиатскую, Маака (Prunus maackii), Prunus ssiori.
Taphrina padi описана в России А. А. Ячевским, распространена в северных, центральных и восточных регионах Европы от Британских островов до Московской области России, в Азии встречается в Западной Сибири, Средней Азии, Индии и на российском Дальнем Востоке (Приморский край, остров Итуруп).
В Западной Сибири вызывает эпифитотии, иногда полностью уничтожающие завязи черёмухи.

## Близкие виды
- Тафрина сливовая (Taphrina pruni) по морфологии наиболее близка к T. padi, ранее некоторые исследователи объединяли эти два вида в один. Тафрина сливовая отличается более узкими базальными клетками, также обычно поражает не только плоды, но и побеги сливы.